# Кознова, Ольга Васильевна
Ольга Васильевна Кознова (19 октября 1926, Москва — 13 сентября 2014, там же) — советский и российский режиссёр, сценарист, актриса, заслуженная артистка РСФСР (1988).

## Биография
В 1949 году окончила Высшее театральное училище им. М. С. Щепкина и Высшую партийную школу при ЦК КПСС.
С 1949 по 1995 год — актриса Московского литературно-драматического театра ВТО.
С 1956 по 1978 год — помощник режиссёра, ассистент режиссёра, режиссёр 1-й категории в Главной редакции литературно-драматических программ.
С 1978 года — в Главной редакции научно-популярных и учебных программ ЦТ СССР. В связи с реорганизацией — снова в литдраме.
С 1991 года — на ВГТРК.
В 1996 году вышла на пенсию.
Умерла 13 сентября 2014 года. Похоронена на Введенском кладбище.

## Семья
Муж — Дмитрий Георгиевич Кознов (1925—2019), актёр театра, преподаватель Высшего театрального училища им. М. С. Щепкина, профессор, заслуженный деятель искусств РСФСР. 
Сын — Дмитрий Дмитриевич Кознов (род. 1962), артист Малого театра, заслуженный артист России (2004).

## Фильмография

### Режиссёр
- 1963 — «Верните плату за обучение» (фильм-спектакль)
- 1964 — «Соучастие в убийстве» (фильм-спектакль — по роману Джуды Уотена, совм. с Борисом Ниренбургом)
- 1964 — «Трефовый король» (фильм-спектакль)
- 1972 — «Гробовщик» («Повести Белкина») (фильм-спектакль)
- 1972 — «Правда — хорошо, а счастье лучше» (фильм-спектакль — по одноимённой пьесе Александра Островского)
- 1973 — «Транзит на север» (фильм-спектакль)
- 1979 — «Эрнест Хемингуэй. Страницы жизни и творчества» (фильм-спектакль)
- 1980 — «Монолог об Александре Блоке» (документальный)
- 1987 — «Мастер» (фильм-спектакль)[3][4]
- 1992 — «Роковые яйца» (фильм-спектакль — по одноимённой повести Михаила Булгакова)
- 1994 — «Ручка, ножка, огуречик…» (фильм-спектакль — по одноимённому рассказу Ю. О. Домбровского)

### Сценарист
- 1994 — «Ручка, ножка, огуречик…» (фильм-спектакль)